# Oosternum sharpi
Oosternum sharpi är en skalbaggsart som beskrevs av Hans Jacob Hansen 1999. Oosternum sharpi ingår i släktet Oosternum och familjen palpbaggar. Inga underarter finns listade i Catalogue of Life.